# ساحل

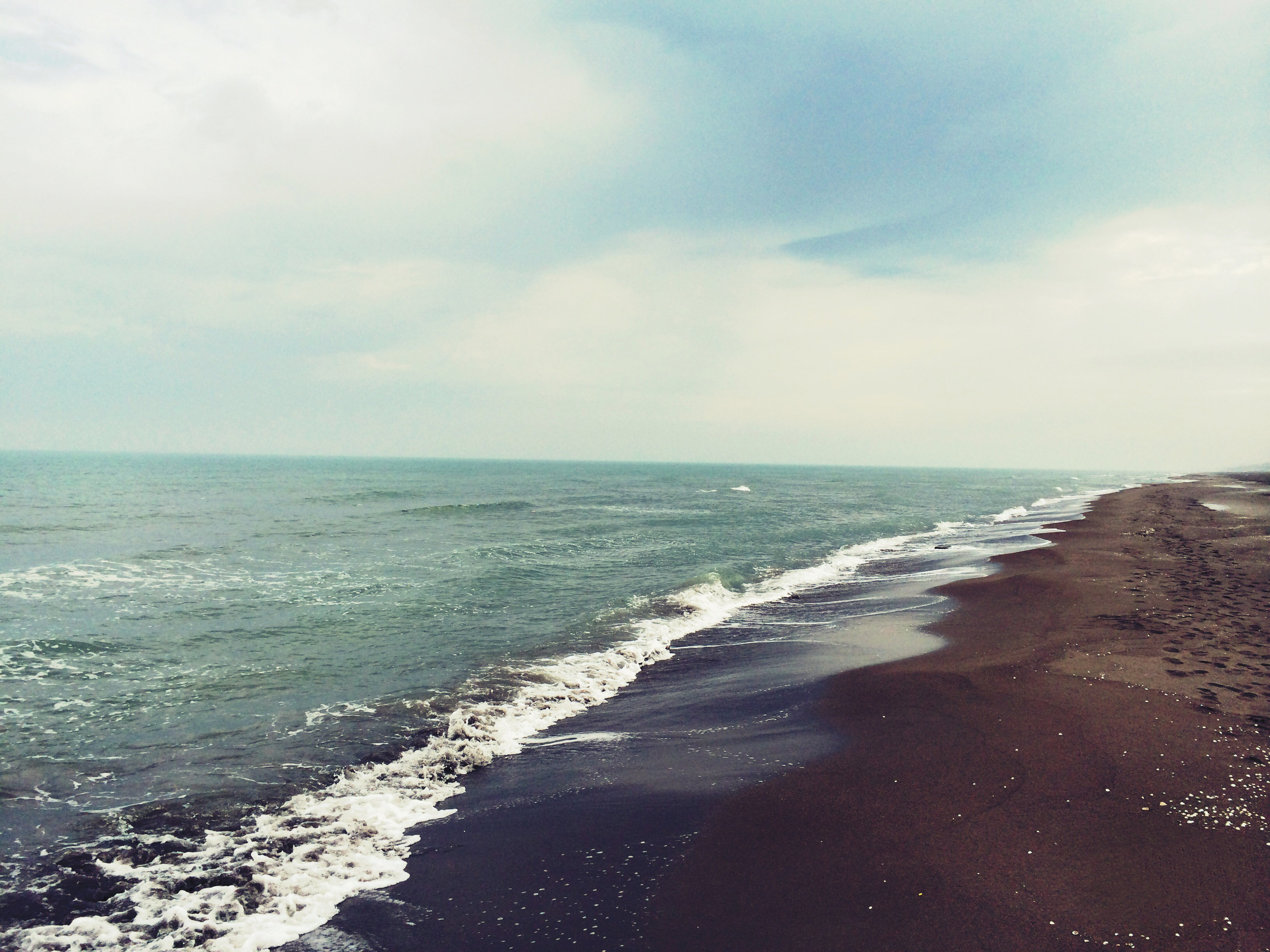
نمایی از ساحل دریای خزر از سمت کرانه خزرشهر

ساحل (به انگلیسی: Beach)، منطقه تماس بین دریا و خشکی است. اصطلاح ساحل برای مساحت بین حداکثر مد و پایه پرتگاه‌های ساحلی در سواحل مرتفع و برای نواحی واقع بین حداقل جزر و بالاترین مرز پیشروی امواج طوفان نیز به کار می‌رود.
مناطق ساحلی گستره‌ای هستند که مجموعه نیروهای محیط‌های خشکی و دریائی با یکدیگر درتعامل بوده و متحمل تغییرات کوتاه و دراز مدت می‌شوند.
در مناطقی چون شرق آمریکا عرض سواحل بیشتر و در نواحی دریای مدیترانه، عرض سواحل کم است. عواملی چون رسوب‌گذاری، فعالیت آتشفشانی، مرجانها و تغییرات سطح آب دریاها در پیدایش انواع سواحل مؤثرند اما عواملی چون موج، جزر و مد، جریان دریایی، یخچال طبیعی و باد نیز پیوسته سواحل را تغییر می‌دهند. برخی سواحل هموار و پست هستند؛ در حالی که در برخی دیگر صخره وجود دارد.

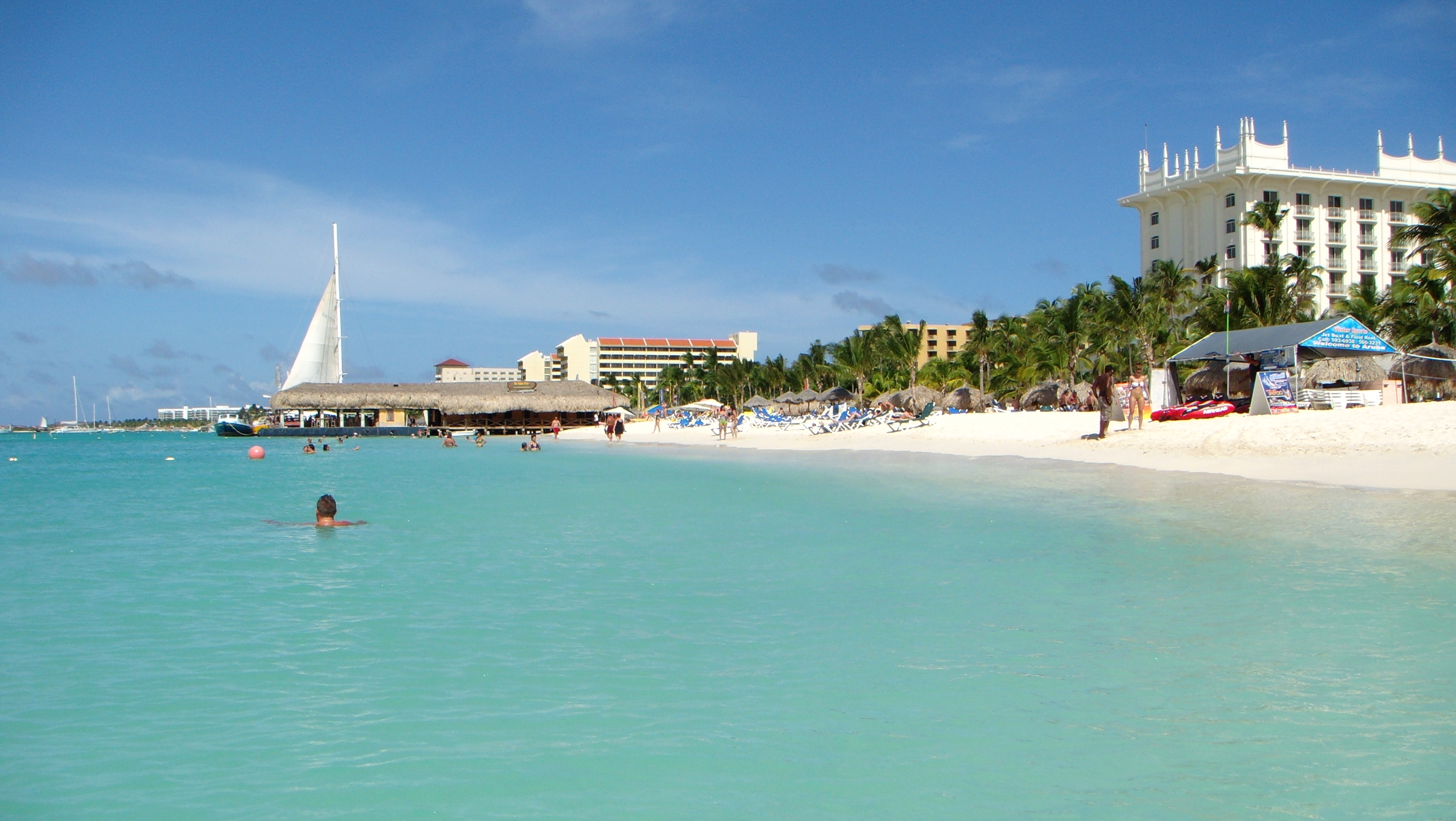
یک پلاژ ساحلی در جزیره آروبا

## پلاژ
پلاژ (به فرانسوی: plage) واژه‌ای فرانسوی است که به بخشی از ساحل دریا می‌گویند که برای آب‌تنی و تفریح آماده شده باشد. واژهٔ «پلاژ» در زبان فرانسوی به مفهوم ساحل است، اما در تداول عامه فارسی‌زبانان به معنی مجموعهٔ تأسیسات رفاهی یا تفریحی یا اقامتی کنار ساحل به‌کار می‌رود. در زبان فارسی برابرهای «شناگاه» و «ساحل‌سرا» برای آن پیشنهاد شده است.

## سواحل قابل دسترس برای معلولان
این سواحل با در نظر گرفتن شرایط طبیعی انتخاب می‌شوند و بیشتر سواحل شنی هستند که شن‌های سفت‌تری دارند. امکانات آن‌ها شامل ویلچرهای ساحلی است که معلولان می‌توانند با آن‌ها تا عمق مناسب وارد دریا شوند.